# Myotis davidii
Myotis davidii (Peters, 1869) è un pipistrello della famiglia dei Vespertilionidi endemico della Cina.

## Descrizione

### Dimensioni
Pipistrello di piccole dimensioni, con la lunghezza della testa e del corpo tra 41 e 44 mm, la lunghezza dell'avambraccio tra 31 e 35 mm, la lunghezza della coda tra 30 e 43 mm, la lunghezza del piede tra 7 e 9 mm e la lunghezza delle orecchie tra 12 e 15 mm.

### Aspetto
Il colore generale del corpo è scuro, con le punte dei peli dorsali marroni chiare, mentre quelle dei peli ventrali sono grigiastre. Le orecchie sono lunghe. Il trago è lungo, affusolato e con un lobo distinto alla base. Le ali sono attaccate posteriormente alla base delle dita dei piedi, i quali sono lunghi più della metà della tibia. La coda è lunga ed inclusa completamente nell'ampio uropatagio. Il calcar è lungo. Il rostro del cranio è molto corto. Il cariotipo è 2n=44-46 FNa=52.

## Biologia

### Alimentazione
Si nutre di insetti.

## Distribuzione e habitat
Questa specie è diffusa nelle province cinesi di Pechino, Hebei, Mongolia interna, Shanxi, Hubei, Shaanxi, Gansu, Jiangxi, Qinghai, Sichuan, Guangdong e sull'isola di Hainan.

## Conservazione
La IUCN Red List, considerato il vasto areale, la popolazione presumibilmente numerosa e la presenza in diverse aree protette, classifica M.davidii come specie a rischio minimo (Least Concern)).